# Askebladet løn
Askebladet løn (Acer negundo) er et lille, løvfældende træ med en uregelmæssigt kuplet krone. De unge kviste har en blank, olivengrøn bark, og bladene er uligefinnede (som hos ask). Træet bruges nu og da i parker og større haver.

## Beskrivelse
Askebladet løn er et lille, løvfældende træ med en uregelmæssigt kuplet krone. Grenbygningen er tæt med mange vanris. Barken er først olivengrøn og glat med blå dug. Så bliver den svagt stribet i grønt/beige, og til sidst er den mørkegrå og opsprækkende. Knopperne er modsatte, små, fladtrykte med lang spids og gråfiltede af silkehår.
Bladene er uligefinnede med ægformede småblade. Randen er ujævnt tandet. Oversiden er lysegrøn og glat, mens undersiden er mere grålig. Bladstilken er gul til lyserød. Høstfarven er gul. Han- og hunblomster findes på forskellige træer. Hanblomsterne sidder i hængende bundter, som ses før løvspring. Hunblomsterne findes i endnu længere bundter. Frugterne er vingede spaltefrugter med indadkrummede vinger. Spiredygtige frø ses næsten aldrig her i landet.
Rodnettet består af kraftige hovedrødder, der langt ud og ned. Siderødderne er fint forgrenede. Mycorrhiza med svampe af slægten Glomus giver træet tre gange så stor højde- og breddetilvækst, samtidig med at rødder og blade vokser 30-40 gange mere.
Højde x bredde og årlig tilvækst: Højde x bredde: 15 x 6 m (35 x 20 cm/år).

## Hjemsted
Askebladet løn er naturligt hjemmehørende i det østlige og centrale Nordamerika. Her foretrækker den fugtige floddale.
På kystsletten omkring Cape Fear River i North Carolina, USA, findes et bestemt løvskovssamfund langs floderne. Her vokser arten sammen med bl.a. Acer floridanum (en art af løn), Aesculus sylvatica (en art af hestekastanje), amerikansk avnbøg, amerikansk platan, bitter hickory, feberbusk, Ilex decidua (en art af kristtorn), missisipinældetræ, rødask, sort valnød og virginsk ambratræ.
Askebladet løn kan ses naturaliseret på "Teufelsberg" i bydelen Pankow i Berlin.
| Portal | Portal:Botanik |

## Note
1. ↑  Paul P. Kormanik, Richard C. Schultz og William C. Bryan: "The Influence of Vesicular-Arbuscular Mycorrhizae on the Growth and Development of Eight Hardwood Tree Species", som stod i Forest Science, bd. 28, nr. 3, 1982, side 531-539. Artiklen findes som abstract på ingentaconnect.com
2. ↑  Elizabeth R. Matthews, Robert K. Peet og Alan S. Weakley: Natural vegetation of the Carolinas: Classification and description of Piedmont alluvial plant communities of the Cape Fear River Basin – en gennemgang af vegetationtyperne på kystsletten i Nord- og Sydcarolina, USA (engelsk)